# Aleksander II Zabinas
Aleksander Zabinas aramejski Kupiony (zm. 123 p.n.e.) – rzekomy syn Antiocha VII, uzurpator na tronie monarchii Seleukidów panujący w latach 125—123 p.n.e.

## Życiorys
W czasie swego drugiego panowania (129–125 p.n.e.) Demetriusz II wdał się w walki wewnętrzne Lagidów pomiędzy Kleopatrą II, a jej bratem i mężem Ptolemeuszem VIII. Królowa, będąca teściową Demetriusza zaoferowała mu w zamian za pomoc wspólne panowanie w Egipcie. Mający kłopoty z utrwaleniem władzy w Syrii Seleukida dostrzegł szansę umocnienia swojej pozycji. Wyprawa na pomoc oblężonej w Aleksandrii Kleopatrze okazała się katastrofą. Już na granicy Egiptu pod Peluzjum armia syryjska natknęła się na siły Ptolemeusza. Po pierwszej potyczce wojsko odmówiło posłuszeństwa Demetriuszowi i musiał wrócić z niczym do Syrii (129/128 p.n.e.). Jednocześnie, w odwecie, Lagida podjął działania, które w efekcie doprowadziły do całkowitego upadku Demetriusza. Wsparł opozycyjną wobec swego króla Antiochię oraz wysunął pretendenta do tronu Aleksandra, podającego się za adoptowanego syna Antiocha VII, nieżyjącego już brata Demetriusza.
Usynowić Aleksandra miał Antioch VII tuż przed swą zakończoną śmiercią wyprawą na Partów (129 p.n.e.). Pretendent łatwo pozyskał zaufanie miast syryjskich, które niechętne Demetriuszowi, witały go jak prawowitego następcę popularnego Antiocha.